# Соловьёв, Михаил Георгиевич
Михаи́л Гео́ргиевич Соловьёв (1923—1944) — командир звена 50-го отдельного разведывательного авиационного Краснознамённого полка, лейтенант. Герой Советского Союза.

## Биография
Родился в ноябре 1923 года в селе Ключи (ныне — Вольского района Саратовской области). Окончил среднюю школу в городе Сызрани и военное авиационное училище лётчиков.
В Красной Армии служил с июня 1941 года до дня гибели.
С июля 1943 года — на фронте, сражался в составе 2-й воздушной армии на Воронежском и 1-м Украинском фронтах. Весь боевой путь прошёл в составе 50-го авиационного полка. Принимал участие в Курской битве, освобождении Украины и юго-восточных районов Польши. В октябре 1943 года за отличное выполнение 31 боевого вылета и вскрытие крупных и группировок передвижений противника награждён первым боевым орденом — Отечественной войны 1-й степени.
К концу мая 1944 года совершил 122 успешных боевых вылета на разведку. Отлично овладев тактикой и техникой ведения воздушной разведки, умело вскрывал все группировки и передвижения войск противника. В дни напряжённой боевой работы совершал по 2-3 боевых вылета в день. За период боевой работы им было вскрыто до нескольких тысяч танков, автомашин с грузами, железнодорожных составов на станциях, самолётов на аэродромах. В июне 1944 года был представлен к присвоению звания Герой Советского Союза.
Указом Президиума Верховного Совета СССР от 26 октября 1944 года гвардии лейтенанту Соловьеву Михаилу Георгиевичу присвоено звание Героя Советского Союза с вручением ордена Ленина и медали «Золотая Звезда».
23 ноября 1944 года экипаж гвардии лейтенанта Соловьёв не вернулся с боевого задания. Считается пропавшим без вести.
Награждён орденами Ленина, двумя орденами Красного Знамени, Отечественной войны 1-й степени, медалями.
Его именем названа улица в городе Сызрани. Также в родном селе герою установлены два памятника, в Сызрани его имя носят средняя школа № 4 и автошкола РОСТО.